# Victoria Falls
Victoria-vandfaldene eller Victoria Falls er et vandfald, der ligger på grænsen mellem Zambia og Zimbabwe. Vandfaldet betragtes som et af verdens mest spektakulære og er 1,6 km bredt og har et fald på 128 m. Den første europæer, der så vandfaldet, var David Livingstone i 1855, som så opkaldte det efter Dronning Victoria af Storbritannien.
Skabelsen af vandfaldet begyndte for 200 millioner år siden, da det sydlige Afrika blev udsat for voldsom vulkansk aktivitet, som dækkede det meste af området med lava. Efterhånden som lavaen kølede af, opstod revner og fuger, der siden blev fyldt med blødere jordlag. Da Zambezi-flodens udløb i Limpopo-floden blev blokeret, flød den i stedet ud i dette lavalandskab. Vandmasserne borteroderede det blødere jord i fugerne og skar dybere ned i undergrunden. I løbet af 100.000 år blev en række revner eroderet baglæns. Vandfaldet trak sig bagud hver gang, hvilket kan ses på de zigzag-formede slugter under faldet i dag. Vore dages udgave af Victoria Falls er faktisk den 8. version og helt sikkert ikke den sidste.